# 八岐之大蛇の逆襲
『八岐之大蛇の逆襲』（やまたのおろちのぎゃくしゅう）は、DAICON FILMによって1985年（昭和60年）に制作された16ミリフィルムによる自主製作特撮映画である。上映時間126分。

## 概要
1983年の『帰ってきたウルトラマン マットアロー1号発進命令』に続いてDAICON FILMが制作したコメディ風味の特撮映画で、精密なミニチュアで再現された米子市を舞台に、二千年の眠りから目覚めたヤマタノオロチと出動した防衛隊が攻防戦を繰り広げる。
監督・脚本は赤井孝美が担当し、特技監督は後に平成ガメラシリーズなどを手掛ける樋口真嗣が務めた。また、レポーターの一人として庵野秀明が出演、機材協力として石黒昇や押井守、宮武一貴がクレジットされている。
この作品の制作後、DAICON FILMは『王立宇宙軍 オネアミスの翼』の制作のために株式会社ガイナックスへと発展的解散を遂げたため、本作がDAICON FILMの最後の作品となった。
1985年にはバンダイからビデオが、2001年にはガイナックスからDVDが発売されている。

## ストーリー
かつてスサノオが倒したと語られていた伝説上の怪物「八岐之大蛇」。その実在を証明する石板が、米子大学の助教授・田子俊作とその助手・杉村一郎の手によって鳥取県米子市で発見された。その調査のために米子市に赴いた京都生物学研究所の教授・桐原祥子は、石板に書かれていた内容通りに、大山にある石台にその石板をはめ込んだ。すると、突如石板が光を発して彼女の姿が消えると同時に、大山の中から巨大な八本首の怪獣が現れる。その怪獣こそが八岐之大蛇であり、その正体は寿命を迎えた母星から移住するために、二千年前に地球侵略を企てた宇宙人が操る侵略兵器であった。宣戦布告宣言である石板が石台に収められたことで、宇宙人たちは宣戦布告が受諾されたとして、石板の未解読の部分に書かれていた契約に従い、八岐之大蛇の内部に転送された桐原を「助っ人」として八岐之大蛇の操縦者としてしまう。
米子市に向かう八岐之大蛇に対し、毛利大佐率いる防衛隊第13連隊は、八岐之大蛇撃退の為に機械化歩兵部隊と吉川隊長指揮下の戦車隊、更には別部隊の攻撃ヘリを米子市へと向かわせる。米子市内で八岐之大蛇と防衛隊の攻防戦が繰り広げられる中、事態は八岐之大蛇を止めようとする田子たちや、取材に走るTVクルーなどを巻き込みながら、吉川らのしつこい攻撃に怒った桐原や、観測ヘリが撃墜された事によるロケット砲の無茶苦茶な長距離支援射撃によって混迷の度合いを極めていく。

## 登場怪獣

### 八岐之大蛇
蛙あるいは蛇のような姿をした宇宙人たち（撮影にはパペットを使用）が操る、八本首の巨大怪獣。その姿は『古事記』に登場する蛇の様な姿のヤマタノオロチとは異なり、太めの胴体に怪獣然とした顔を持つ八本の首と一本の尾がついた姿をしている。一種のロボット怪獣で、「助っ人」として内部に転送された地球人によって、神経系統を介して操縦される。なお、宇宙人たちも操縦する事は可能であり、地球人が操縦を行うのは、戦争が不得意な宇宙人よりも地球人の方が戦い慣れしている為だという。また、内部には宇宙船が格納されている。
二千年前にスサノオが戦ったヤマタノオロチその物ではなく、それを拡大発展させた改良型であり、首一本だけで二千年前の物と同等の大きさがある。しかし、制作した宇宙人が戦闘が不得手な為か防御力は低く、その弱さは戦車砲による攻撃だけで内部の機械が故障してしまうほど（これは、宇宙人たちが二千年後の兵器の進歩を考えていなかった事も一因である）。しかし、桐原が腹立ちまぎれに機器を蹴飛ばしただけで治っているため、単に作りが大雑把なだけという可能性もある。
当初は武器は搭載されていなかったが、後に桐原の乱暴なオーラにコンピューターが反応し、火を吐く事が可能になった。
撮影は、着ぐるみを亀の甲羅のようにスーツアクターに背負わせて行われた。鳴き声はラドンのものが借用されている。

## 登場兵器

### 防衛隊第13連隊
八岐之大蛇攻撃の為に出動した部隊。司令官は毛利大佐、副官は尼子中尉。普通科や機甲科、野戦特科などの混成部隊であり、米子市近くの駐屯地に駐屯している。部隊マークは「SF」の二文字をあしらった物。　
撮影にはミニチュアなどが使用された他、出撃シーンでは千僧駐屯地などの駐屯地祭で撮影した実写映像が使用されている。武田康廣扮する毛利大佐が出撃前に演説するシーンは、カメラの手前に並べた大量のヘルメット越しに撮影し、大勢の前で話しているかのように見せている。
なお、陸上自衛隊に実在する連隊で「13」のナンバーを持つ隊には第13普通科連隊があるが、駐屯しているのは長野県松本市である。中国地方を担任する部隊として第13師団（現在は改編され第13旅団となっている）があり、米子市の米子駐屯地には第8普通科連隊が駐屯している。

#### 装備
1/4tトラック（三菱・ジープ）
サイレンを取り付けた車両や75mm無反動砲M20を装備した車両が登場し、毛利大佐たちの移動手段などに使用されている。撮影には実車が使用されており、当時陸上自衛隊で使用されていた73式小型トラック（旧型）を意識しているものと思われる。
また、駐屯地から出撃するシーンでは、駐屯地祭で撮影された73式小型トラックが登場している。
84式戦車
吉川率いる戦車隊が装備する架空の主力戦車。重量は55t。全体的なシルエットはチーフテンに類似しているが、砲塔は傾斜がついた平面で構成されている。武装などの詳細は不明だが、主砲の他に砲塔上にスモークディスチャージャーと車載機関銃を装備。隊長車には車体各所に「勇気」「根性」「愛」「男」など、暴走族まがいのマーキングが施されている。
攻撃部隊の主力として米子市各所に展開し、米子駅前や国道9号上で八岐之大蛇と交戦した。また、移動時にアーケード街を通過し、一部を破壊している。
撮影にはサイズが異なる数種のミニチュアの他、軽トラの荷台の上に実物大の上部ハッチ周りのみを作りこんだ、走行可能なセットが使用された。なお、このセットのハッチにはゴミ箱の蓋が使われている。
73式大型トラック（初期型）・74式特大型トラック・73式中型トラック・1 1/2t救急車
駐屯地から米子市への出撃シーンで登場。駐屯地祭で撮影された映像が使用されている。
OH-6J
1号機と2号機の2機が観測ヘリとして登場。陸上部隊に随伴し、八岐之大蛇の動向を観測していたが、最終的には2機とも撃墜された（搭乗員は全員無事）。撮影にはミニチュアと実機の映像が併用されている。
AH-1S ヒューイコブラ
戦車隊だけでは八岐之大蛇を倒す事は不可能と判断した毛利大佐が、別部隊から呼び寄せた攻撃ヘリ。ハイドラ70やM197で八岐之大蛇を攻撃し、最終的にはBGM-71 TOWで止めを刺そうとする。
撮影にはOH-6Dと同様に、ミニチュアと実機の映像が併用されているが、ミニチュアは1984年版の『ゴジラ』のために製作されたが使用されなかったもので、特殊技術担当の樋口真嗣が同作品のスタッフとして働いていた縁から、特殊美術担当の長沼孝を通じて借り受けたものである。なお、レンタル料は破格の1万円（当時）であったとのこと。
KV-107
出撃前の駐屯地のシーンに登場。整列する機械化歩兵部隊の後方に注記されている。映像は駐屯地祭で撮影されたもの。
ロケット砲
架空の26連装ロケット弾発射機。ダブルタイヤを履いた6輪車両で、射撃時には車体後部の固定スタンドを展開する。操縦席や動力部の類は確認できず、移動時には他の車両に牽引されるものと思われる。
駐屯地からの長距離攻撃を行うも、命中精度は劣悪であり、毛利大佐は観測ヘリを利用して着弾観測を行って命中精度を補おうとした。しかし、射撃開始前に観測ヘリが2機とも撃墜されてしまったため、無茶苦茶な砲撃の雨が米子市一帯に降り注ぐ事となる。
撮影にはミニチュアが使用されたが、一部にM101の駆動部と思しき映像が使用されている。
89mmロケット発射筒 M20改4型
駐屯地から出撃する機械化歩兵部隊が携行しているほか、コマンド部隊の隊員も使用している。
歩兵部隊が装備しているものは実際の装備を撮影したフィルムであり、コマンド部隊が使用しているものは個人製作のレプリカである。
AKM
機械化歩兵部隊やコマンド部隊が装備している。
エルエス製のプラモデルが用いられている。
64式7.62mm小銃
駐屯地から出撃する際に機械化歩兵部隊が携行している。
映像は駐屯地祭で撮影されたもので、実際の自衛隊の装備品が写っている。
11.4mm拳銃
コマンド部隊の隊長や吉川が携行している。
市販のモデルガンが用いられた。

## キャスト
- 桐原祥子：高橋香具美
- 田子俊作：永山竜叶（永山竜叫）
- 杉村一郎：西泰幸
- 毛利大佐：武田康廣
- 尼子中尉：原口直規
- 吉川戦車隊長：米良健一郎
- 戦車兵A：河野浩二
- 戦車兵B：石間久雄
- AH-1Sガンナー：栗原高士
- OH-6パイロット：澤村武伺、野田修、業天隆士、喜田淳
- ロケット砲兵：田中苗雄
- 測距離兵：村浜章司
- コマンド隊長：西垣寿彦
- 砲兵隊長：三輪基博
- 通信士：佐伯和則、井出裕貴
- 副官：森脇好彦
- 別所ディレクター：指宿明
- TVカメラマン：玉谷純
- A.D.：桑原悟
- レポーター：庵野秀明、九鬼光代
- アナウンサー：粟根誠、佐藤万里子
- ピストル巡査：林収一
- 警官：赤井孝美、山賀博之

## スタッフ
- 監督：赤井孝美
- 特殊技術：樋口真嗣
- 制作：澤村武伺
- 脚本：伊藤愛子、赤井孝美
- 監督助手：河野浩二
- 制作主任：神村靖宏
- 美術：村浜章司
- 音楽：中村暢之
- 撮影協力：桜井景一、大川藤雄、唐澤登喜麿
- 美術協力：長沼孝、青木利郎
- 特効協力：渡辺忠昭、久米攻、松本光司
- 録音：スタジオQ
- 効果：東洋音響
- 現像：ソニーPCL
- 制作協力：株式会社ゼネラルプロダクツ